# Вокруг света (альбом)
«Вокруг света» — дебютный студийный альбом группы «Кар-мэн», выпущенный компанией Gala Records в виде магнитоальбома на магнитофонных катушках и аудиокассетах в марте 1990 года.
В августе 1990 года альбом был повторно издан в виде магнитоальбома и сопровождался промо-вставками от студии «Гала». В марте 1991 года фирма Sintez Records выпустила альбом на грампластинках. В 1994 году альбом был издан фирмой Gala Records на компакт-дисках и аудиокассетах (с голосом диктора студии «Гала»).

## Об альбоме
1 января 1990 года экзотик-поп-дуэт «Кар-Мэн» в лице Богдана Титомира и Сергея Огурцова (Лемо́ха) заключил трёхгодичный контракт со студией «Гала» и приступил к записи дебютного альбома. Музыку для альбома участники придумали совместно, а аранжировку и тексты написал Лемох. По словам участника группы «Технология», Романа Рябцева, при создании музыки Лемох использовал два цифровых синтезатора Korg M1 одновременно, что позволяло ему делать аранжировки более насыщенными по звуку. В марте дуэт выпустил магнитоальбом «Вокруг света» — концептуальный альбом, посвящённый заморским странам (Нагасаки, Сибирь, Дели, Стамбул, Париж, Лондон, отель в Риччоне, Новый Орлеан, Нью-Йорк, Багамские Острова). В альбом вошло десять песен, записанных в жанрах электропоп с вкраплениями тяжёлых гитарных риффов и хип-хопа: «Эй, ухнем!», «Дели», «Моя девочка из Америки», «Лондон, гуд-бай!», «Отель Сан-Мартино», «Чио-Чио-Сан», «Знойный Истанбул», «Багама-мама», «Париж, Париж», «Орлеанский рок-н-ролл». Песня «Парень из Африки» была записана для первого альбома, но в итоге вышла только на втором альбоме в августе 1991 года. По словам Лемоха, идея написать эту песню родилась после просмотра очередной серии популярного бразильского телесериала «Рабыня Изаура», именно поэтому в аранжировке и была использована мелодия из музыкальной заставки к сериалу.
C апреля 1990 года дуэт начал активно гастролировать. С 30 мая по 3 июня 1990 года дуэт принял участие в первом международном телефестивале «Шлягер-90» в БКЗ «Октябрьский» в Ленинграде, где занял первое место с песней «Багама-мама». Благодаря этому фестивалю началось сотрудничество с Ленинградским телевидением. В июне в студии телецентра «Останкино» состоялись съёмки новой телепередачи «Эстрадный вернисаж», в рамках которой дуэт исполнил две песни: «Париж, Париж» и «Моя девчонка из Америки». Дуэт дебютировал на Центральном телевидении с песней «Париж, Париж» в эфире Первой программы ЦТ 31 июля 1990 года, а «Моя девчонка из Америки» была показана в музыкальной передаче «Утренняя почта». 24 июня дуэт с успехом выступил на празднике газеты «Московский комсомолец» в «Лужниках». 7 июля дуэт выступил с песней «Лондон, гуд-бай!» на стадионе «Горняк» на фестивале популярной музыки «Форманта» в городе Качканар Свердловской области. Летом на Ялтинской киностудии был снят видеоклип на песню «Отель Сан-Мартино» (режиссёр: Игорь Песоцкий, оператор: Игорь Рукавишников). В августе 1990 года альбом «Вокруг света» был повторно издан в виде магнитоальбома и сопровождался промо-вставками от студии «Гала».
В январе 1991 года Укупник позвонил клипмейкеру Михаилу Хлебородову для съёмок знакового для дуэта видеоклипа на песню «Лондон, гуд-бай!». Премьера видео состоялась в музыкальной телепередаче «МузОбоз» в феврале 1991 года. Текст песни Лемох написал ещё в конце 1980-х, когда учился по программе спецшколы английского языка и хорошо знал историю Англии. Главной чертой имиджа дуэта стали кожаные куртки-«косухи» и джинсы-«пирамиды» в стиле группы Depeche Mode. Продюсер MTV случайно увидел видеоклип «Лондон, гуд-бай!» на Центральном телевидении СССР и сделал репортаж о дуэте. С 3 по 9 января 1991 года дуэт отпраздновал год работы юбилейными концертами на малой спортивной арене Олимпийского комплекса «Лужники». С 5 по 10 февраля экзотик-поп-дуэт выступил во Дворце спорта в «Лужниках» на концертах «Лауреаты хит-парада „ЗД“».
В марте 1991 года фирма Sintez Records с помощью рижского завода грампластинок RiTonis («РиТонис») выпустила дебютный альбом «Вокруг света» на грампластинках. В альбом вошло восемь песен: «Париж», «Лондон», «Моя девочка из Америки», «Эй, ухнем!», «Чио-Чио-Сан», «Дели», «Истанбул», «Багама-мама».
В 1994 году альбом был издан фирмой Gala Records с помощью австрийского завода Sony DADC на компакт-дисках и аудиокассетах (с голосом диктора студии «Гала»).

## Хит-парады
6 июля 1990 года песня «Париж» дебютировала на 10 месте в хит-параде «Top 20 Hits» июня «Звуковой дорожки МК». 3 августа 1990 года песня «Лондон, гуд-бай!» дебютировала в хит-параде «Top 20 Hits» июля «Звуковой дорожки МК», где она находилась в течение пяти месяцев. Ещё одна композиция «Чио-Чио-Сан» в ноябре вернулась в хит-парад на 8 место, а через месяц заняла 5 место.
По итогам 1990 года дуэт «Кар-Мэн» занял первое место в списке «Лучших групп года» в рубрике «Звуковая дорожка» согласно опросу читателей газеты «Московский комсомолец». В том же рейтинге группа «Кино» была выбрана самой редакцией лучшей вне конкурса, поэтому дуэту «Кар-Мэн» ошибочно приписывают второе место. Помимо этого дуэт занял первое место в номинации «Открытие года». Альбом «Вокруг света» был выбран читателями «Лучшим магнитоальбомом года». Их песня «Лондон, гуд-бай!» заняла 7 место в списке «Лучших песен года», а песня «Чио-Чио-Сан» — 10 место.

## Критика
В марте 2014 года журнал «Афиша» включил альбом в редакционный список «30 лучших русских поп-альбомов».

По состоянию на 1991 год это существа явно с другой планеты — экзотик-поп-дуэт «Кар-мэн» под патронажем Аркадия Укупника, прыгнув через две головы (Юрия Шатунова и Алексея Глызина), записывают целую россыпь романтических боевиков о заморских странах. <…> Концепция выдержана четко: Дели, Новый Орлеан, Стамбул, Париж, Лондон, ультраточный вызов тоске по путешествиям для миллионов невыездных россиян.— «Афиша». "30 лучших русских поп-альбомов"

## Список композиций

#### Магнитоальбом 1990 года
1. Эй, ухнем! (4:16)
2. Дели (4:56)
3. Моя девочка из Америки (4:56)
4. Лондон, гуд-бай! (5:26)
5. Отель Сан-Мартино (5:28)
6. Чио-Чио-Сан (5:00)
7. Знойный Истанбул (3:57)
8. Багама-мама (3:50)
9. Париж, Париж (4:58)
10. Орлеанский рок-н-ролл (4:00)

#### Грампластинка 1991 года
1. Париж (4:58)
2. Лондон (5:26)
3. Моя девочка из Америки (4:56)
4. Эй, ухнем! (4:16)
5. Чио-Чио-Сан (4:50)
6. Дели (4:56)
7. Истанбул (3:57)
8. Багама-мама (3:50)

#### Компакт-диск 1994 года
1. Чио-Чио-Сан (5:00) (с диктором студии «Гала»)
2. Эй, ухнем! (4:16)
3. Дели (4:56) (с диктором студии «Гала»)
4. Знойный Истанбул (3:57)
5. Париж (4:58) (с диктором студии «Гала»)
6. Прощай, Лондон (5:26)
7. Отель Сан-Мартино (5:28)
8. Орлеанский рок-н-ролл (4:00)
9. Моя девочка из Америки (4:56)
10. Багама-мама (3:50)